# Бурсуки (річка)
Бурсуки, Борсуків — річка в Україні, у Вижницькому районі Чернівецької області. Ліва притока (основний витік) Серету (басейн Дунаю).

## Опис
Довжина річки приблизно 9,4 км. Формується з багатьох безіменних струмків.

## Розташування
Бере початок біля перевалу Садеу. Тече переважно на північний захід через село Долішній Шепіт. Зливається з річкою Ластун і утворюють витік річки Серет, ліву притоку Дунаю.

## Притоки
- Звараш, Петровець (ліві).